# Вільям Паундстоун
Вільям Паундстоун  (англ. William Poundstone; нар. 29 березня 1955)  — американський письменник, журналіст, критик та оглядач. Двоюрідний брат коміка Паули Паундстоун. Написав низку книг, включаючи серію «Великі секрети» та «Біографія Карла Сагана». Друкувався у «The New York Times», «Harper's», «Harvard Business Review» та «Village Voice», а також адаптував кілька своїх книг для телебачення ABC.

## Біографія
Вільям Паундстоун народився в Моргантауні (Західна Вірджинія, США).
Вивчав фізику у Массачусетському технологічному інституті (MIT).

### Видавнича діяльність
Паундстоун є автором більш як 15 книг. Написав серію з трьох видань «Big Secrets», у якій розкриває таємниці «про які ви ніколи не повинні дізнатись». Наприклад, що сталося з Уолтом Діснеєм після смерті або ж що таке штрих-код, формула Coca cola і т. д.
В. Паундстон написав біографію Карла Сагана, знаного американського астронома та науковця. Видання «Carl Sagan: A Life in the Cosmos. New York: Henry Holt & Company» було опубліковано у 1999 році.
В Україні відомий завдяки книзі «Priceless: The Myth of Fair Value (and How to Take Advantage of It)» (укр. «9,99. Міф про чесну ціну»), яку було перекладено та опубліковано видавництвом «Наш Формат» у 2018 році.

### Нагороди
В 2005 році книгу «Fortune's Formula» було високо оцінено Amazon за документальну літературу, та присвоєно відзнаку «Вибір редактора № 1».
У 2011 році, за видатні досягнення в галузі фінансової журналістики, Вільяма Паундстоуна нагородили престижною премією NYSSCPA (The New York State Society of CPAs).

## Цікава інформація
В.Паундстоун розповідає, що ще у XVII столітті його далеку родичку було викрадено індіанцями. Вона стала дружиною вождя племені, а пізніше — матір'ю Текумсе (mother of Tecumseh) — однієї з лідерів народу шауні та індіанського племінного союзу, яка свого часу наклала на США прокляття (за крадіжку землі у аборигенів). «Прокляття Текумсе» («Tecumseh's curse») передбачає, що кожен наступний президент, який буде обраний у рік, що закінчується нулем, помре під час виконання службових обов'язків. Так все й відбувалось, доки Рейган не зламав це прокляття, отримавши смертельну рану від чоловіка, що хотів привернути до себе увагу Джоді Фостер.

## Переклад українською
- Вільям Паундстоун. 9,99. Міф про чесну ціну / пер. Дмитро Кожедуб. — К.: Наш Формат, 2018. — 344 с. — ISBN 978-617-7682-16-4.